# Bishop River
Der Bishop River ist ein 41 km langer linker Nebenfluss des Southgate River in den südlichen Coast Mountains in British Columbia. Benannt wurde der Fluss 1924 nach Richard Preston Bishop (1884–1954), einem Landvermesser in British Columbia.

## Flusslauf
Der Bishop River hat seinen Ursprung im Gletscherrandsee unterhalb des Bishop-Gletschers auf einer Höhe von etwa 1280 m. Er fließt anfangs in nordwestlicher Richtung. Nach 10 km mündet der Abfluss des Stanley-Smith-Gletschers rechtsseitig in den Fluss. Dieser wendet sich allmählich in Richtung Westnordwest und später nach Westen. Der Falcon Creek, Abfluss mehrerer Gletscher, mündet von Süden kommend in den Bishop River. Dieser mündet schließlich in den Southgate River. Das etwa 790 km² große Einzugsgebiet des Bishop River befindet sich im Nordosten des Strathcona Regional District. 
Der im Jahr 2000 eingerichtete 19.947 ha große Bishop River Provincial Park umfasst den Oberlauf des Bishop River.